# 아르메니아의 여자 배우 목록
다음은 아르메니아의 여자 배우 목록이다.

## 가
- 그레타 갈스탼
- 알리시아 기라고샨
- 나리네 그리고랸
- 아니 그리고랸

## 나
- 갈리야 노벤츠

## 다
- 이리나 다니엘랸

## 마
- 베르잘루이스 미리자냔
- 그레타 메줄먄
- 랄라 므나차카냔

## 바
- 줄리에타 바바얀
- 아이다 바바쟌냔
- 이베타 바부랸
- 마르고 발라사냔
- 아라시 발라바냔
- 안나 발란디나
- 마리아 베로얀
- 니나 보캰

## 사
- 소피크 사르그샨
- 메탁시아 시모냔

## 아
- 엘리나 아가먄
- 사테니크 아다먄
- 아말랴 아라미쟌
- 발렌티나 아락스마냔
- 나리네 알렉사냔
- 은바르드 아발얀
- 빅토리아 아보뱐
- 엘리사베트 아카샨
- 메리 아피크
- 안나 엘바캰
- 나탈랴 예프리캰
- 아르멘 오하냔

## 자
- 아이린 자쟌스

## 차
- 로사 글로리아차고얀

## 카
- 마르가리트 카차트랸
- 마레타 코차랸

## 타
- 알라 투마먄

## 파
- 레나 파시냔

## 하
- 하스미크